# Mahmud Haidari
Mahmud Haidari es un deportista afgano que compitió en taekwondo. Ganó una medalla de plata en el Campeonato Mundial de Taekwondo de 2009 y una medalla de bronce en el Campeonato Asiático de Taekwondo de 2014.

## Palmarés internacional
| Campeonato Mundial  | Campeonato Mundial     | Campeonato Mundial | Campeonato Mundial |
| Año                 | Lugar                  | Medalla            | Categoría          |
| ------------------- | ---------------------- | ------------------ | ------------------ |
| 2009                | Copenhague (Dinamarca) | Medalla de plata   | –54 kg             |
| Campeonato Asiático |                        |                    |                    |
| Año                 | Lugar                  | Medalla            | Categoría          |
| 2014                | Taskent (Uzbekistán)   | Medalla de bronce  | –58 kg             |